# Nelson Ayres
Nelson Luís Ayres de Almeida Freitas, mais conhecido como Nelson Ayres (São Paulo, 14 de janeiro de 1947), é um produtor musical, arranjador, instrumentista (pianista), regente e compositor brasileiro.

## Discografia
- Mantiqueira (1981) LP
- Arranjadores (1997) CD
- O piano e o blues [S/D] VHS e DVD "vídeo aula"
- Princípios de improvisação [S/D] VHS "vídeo aula"
- Projeto memória brasileira [S/D] CD
- Perto do coração (2003) Atração Fonográfica CD
- Nelson Ayres e Ricardo Herz | DUO (2017) CD